# Personalismo
Il personalismo è una corrente di pensiero incentrata sull'esistenza di persone libere e creatrici. La centralità della persona come valore assoluto è alla base del personalismo. È possibile distinguerlo in due correnti: una cattolica e l'altra laica.
Il termine "personalismo" è stato usato per la prima volta nel 1903 dal filosofo francese Charles Renouvier, filosofo neo-kantiano.

## Descrizione
Questa corrente filosofica si sviluppa soprattutto in Francia intorno al 1930 soprattutto grazie all'opera di Emmanuel Mounier e si afferma come visione realistica dell'uomo in contrasto e in alternativa sia all'individualismo che ai totalitarismi che si stavano affermando in quell'epoca. Altre voci importanti riconducibili al personalismo sono il filosofo tedesco di origine ebraica Paul-Ludwig Landsberg, molto vicino alle posizioni di Max Scheler, i filosofi Jacques Maritain, Romano Guardini, Josef Pieper e Giuseppe Limone.
Punto di riferimento per il personalismo è la riflessione del filosofo Emmanuel Mounier, in particolare le argomentazioni contenute in una delle sue opere principali, Le personnalisme (Il personalismo) del 1949.
[…] il personalismo di per sé – è – “aspirazione” più che dottrina, “fenomeno inevitabilmente misto”, “fenomeno di reazione” […] un atteggiamento, un’aspirazione speculativa, una direzione intenzionale del pensiero fortemente connessa con l’attività pratica e a spiccato rilievo esistenziale»
(Emmanuel Mounier, Il personalismo)
Quest'opera è caratterizzata da due parti, una prima in cui l'autore tratta delle strutture dell'universo personale a livello metafisico, antropologico ed etico e un'altra in cui vengono delineate delle prospettive di una visione personalistica applicate ai diversi aspetti della società del XX secolo con implicanze politiche, economiche, sociali e religiose. All'inizio dell'opera è collocata una cosiddetta "introduzione familiare" all'universo della persona dalla quale emergono i primi caratteri di questa riflessione. Qui l'autore afferma anzitutto che il termine "personalismo" è stato usato per la prima volta nel 1903 dal filosofo francese Renouvier. Venne ripreso poi negli anni trenta dai pubblicisti della rivista Esprit, fondata proprio da Mounier nel 1932, assistito da personaggi del calibro di Jacques Maritain, Denis de Rougemont, P. A. Touchard, René Biot, Pierre Verité e altri in tutta Europa. 
Come sottolinea lo stesso autore, "il personalismo, è una filosofia, non un semplice atteggiamento. È una filosofia, ma non un sistema". È filosofia perché fissa delle strutture, ma non può mai essere un sistema, in quanto la persona, che ne rappresenta l'oggetto principale di studio, va sempre oltre ogni possibile sistemazione definitiva. Non può mai essere racchiusa in una definizione finita, poiché è proprio ciò che nell'uomo non può essere trattato come oggetto.
Immediatamente dopo queste puntualizzazioni di partenza, Mounier tenta di tracciare una breve storia della persona, affermando che essa resta una nozione "embrionale" fino all'era cristiana. Il primo momento realmente nuovo nella cultura greca per quanto riguarda il concetto di persona, si ha con il "conosci te stesso" di Socrate. Solo con il Cristianesimo questa nozione ha assunto connotati più chiari, delineando l'essere umano come creato dall'Essere supremo, il Dio personale, come dotato di libertà, col diritto di peccare e come aperto ai rapporti con l'esterno. Un rischio dei primi secoli cristiani è stato quello di vedere un dualismo tra anima e corpo, ereditato dal platonismo, fino alla visione del realismo albertino-tomista che ha riaffermato con forza l'unità sostanziale dei due. In particolare si deve a Tommaso D'Aquino un'etica personalista, incentrata sulla persona umana fondata sulla legge naturale, che è "scritta nel cuore dell'uomo".
Nell'epoca moderna, da Cartesio in poi, è andata sempre più prendendo piede la concezione idealistica che ha dissolto l'esistenza reale nell'idea. In questo senso la persona umana viene ad essere sempre di più  subordinata ad entità come lo Stato (per esempio in Hegel).
Un'eccezione importante, all'interno di questo percorso, è costituita da Immanuel Kant, che, con la sua filosofia morale, ha invece molto contribuito a delineare un'etica personalista fondata sulla legge morale, l'imperativo categorico. In particolare nella sua seconda formulazione presente nella sua prima opera etica ("La fondazione della metafisica dei costumi"), Kant afferma: "Agisci in modo da trattare l'umanità nella tua come nell'altrui persona sempre come fine e mai semplicemente come mezzo".
Dal XIX secolo si sono affermate due linee di interpretazione della persona, da una parte il richiamo alla soggettività con Kierkegaard, dall'altra l'invito di Marx a recuperare non solo la dimensione interiore, ma la facoltà di cambiare il proprio destino con le proprie mani attraverso una filosofia della prassi, in cui il proletariato, alienato nella società borghese capitalista da uno sfruttamento indegno, ha come un'unica via d'uscita la rivoluzione comunista.
Ben presto si è andata creando una frattura tra queste due visioni. Compito del personalismo, da Renouvier in poi, sarebbe proprio quello di "recuperare l'unità che esse hanno bandito".
Un'altra importante figura del personalismo è rappresentata da Max Scheler, filosofo il cui pensiero si situa all'interno della Fenomenologia. La sua etica, considerata come etica materiale, in contrapposizione all'etica formale di Kant, vuole costituire con il suo riferimento ai valori anche una risposta alle etiche personaliste cristiane, in particolare modo all'etica realistica di Tommaso D'Aquino. Ai beni e fini propri dell'etica tomista, Scheler contrappone i valori, che sono oggettivi e si offrono all'intuizione emotiva nella loro gerarchia. A capo di questa vi sono infatti i valori del sacro e del profano, che permettono a Scheler di fornire anche una visione religiosa, fondata sulla persona come "luogo dei valori".
Rappresentanti italiani del personalismo filosofico sono, tra gli altri, Luigi Stefanini e Armando Rigobello.
Interessante, inoltre, il tentativo del filosofo marocchino Mohammed Aziz Lahbabi (1922-1993) di declinare il personalismo in prospettiva islamica.

## Personaggi associati con il pensiero personalista
- Giuseppe Catalfamo
- Bernard Charbonneau
- Denis de Rougemont
- Jacques Ellul
- Tommaso D'Aquino
- Amintore Fanfani[2]
- Immanuel Kant
- Martin Luther King
- Edvard Kocbek
- Giorgio La Pira
- Giuseppe Limone
- Gabriel Marcel
- Jacques Maritain
- Aldo Moro
- Emmanuel Mounier
- Adriano Olivetti
- Boris Pahor
- Jan Patočka
- Pietro Perlingieri
- Vittorio Possenti
- Joseph Ratzinger
- Charles Renouvier
- Armando Rigobello
- Robert Spaemann
- Max Scheler
- Luigi Stefanini
- Paolo Emilio Taviani
- Giuseppe Toniolo
- Pierre Trudeau
- Piero Viotto
- Simone Weil
- Karol Wojtyła
- William Stern